# ネオダダ
ネオダダ (Neo-Dada) は、作品制作の方法論や意図が初期のダダイスムと類似点を持つ、1950年代後半から1960年代のアメリカ合衆国の美術家や美術運動(アート・ムーブメント)を表すのに使われた用語である。

## 起源
もとは、1958年のアートニューズ誌において、当時廃物や大衆的なイメージを使用した絵画で抽象表現主義に替わり注目を浴びつつあったロバート・ラウシェンバーグやジャスパー・ジョーンズといった画家、ハプニングなどのパフォーマンスアート活動を行っていたアラン・カプロー、クレス・オルデンバーグ、ジム・ダインなどの作家たちを一括りに特集し、美術評論家ハロルド・ローゼンバーグがこれらにネオダダと名づけたことがはじまりである。以後、評論家バーバラ・ローズによって「ネオダダ」という用語は1960年代に広まり、おおむね1950年代〜1960年代にこれらの作家によって行われた活動を指して使われる。

## 特徴
ネオダダの作品の例としては、既製品の使用（レディメイド）や大衆的な図像の流用（アッサンブラージュ、コラージュ）、そしてその不条理性などがある。また伝統的な芸術や美学の概念を否定する反芸術的なところもある。これらの手法や反芸術性が、新たなダダイスムとみなされた要因である。確かにロバート・ラウシェンバーグの、既製品を組み合わせて（コンバインして）その上から絵具を塗りつけたコンバイン・ペインティングなどはレディメイドやアサンブラージュなどと形式上共通点がある。
しかし、ネオダダは、概念や言葉の実験としてのレディメイドなどを制作した第一次世界大戦後のダダイスムとは時代背景が異なり、より工業化や大量生産・大量消費が進み廃物があふれていた時代のアメリカを舞台としているため、新品よりは廃物を好んで用いたり新品を廃物同様にするなどより即物性や即興性が強い。これらの作品はジャンク・アート（ゴミ芸術、廃物芸術）などとも呼ばれていた。反芸術でありながら、環境を埋め尽くしていた廃品を新たな自然と見て、そこに美を見出そうとしたネオダダを「工業化社会の自然主義」と呼ぶ向きもある。
ネオダダに属する作家たちのうち、ロバート・ラウシェンバーグらは1930年代から1950年代にかけて存在したノースカロライナ州ブラックマウンテンのリベラル・アーツ・カレッジ「ブラック・マウンテン・カレッジ」で学んでいた。ここでは美術家のみならず音楽家、詩人、思想家らが教えており、なかでも教鞭をとっていた音楽家ジョン・ケージの、音響を即物的に考えることや偶然性を利用するといった活動から強い思想的な影響を受けている。もともと「何もせずに黙りこくる」という発想はケージのオリジナルではなく、エルヴィン・シュルホフの「五つのピトレスク」で初めて楽譜になったものであり、これをケージが「4分33秒」にしたこと自体がネオ・ダダの発端であった。ヨーロッパで発案されたものがアメリカ流に改良され、理論化されたものがネオダダなのである。

## ジャンク・アート、反芸術の世界同時多発
この時代には、同じく廃物を寄せ集めた芸術作品や、従来の美術の範疇をはみでたハプニング、パフォーマンス、「反芸術」的な潮流が、工業化した欧州や日本など各国に現れた。
- フランスではこの頃、収集した生ゴミを透明ケースに入れたり、同じ種類の機械や道具の残骸を無数に収集して組み合わせたアルマン、くず鉄を寄せ集めて溶接した「アマルガム彫刻」や自動車をプレス機に入れて直方体に圧縮する「圧縮彫刻」を行ったセザール、日用品などを梱包していたクリストら、工業社会の「自然」をあるがままに受け容れそこに意味を見出そうとする作家たちが活躍していた。1960年、こうした傾向の作家たちを集めて評論家ピエール・レスタニによる展覧会が行われ、これに、さまざまなパフォーマンスを行っていたイブ・クラインや、ジャン・ティンゲリー、ニキ・ド・サンファルらが集まり、「ヌーヴォー・レアリスム」というグループを組んだ。グループは数年で解体したが、その思想や活動はネオダダと通じ合うものがある。
- ドイツでは美術家や音楽家、詩人などをメンバーとするパフォーマンスアートのグループが現れ、1961年にフルクサスの名が使われた。流転・変転し、二度と同じことを繰り返さないという彼らのパフォーマンスは各国の芸術家を巻き込み、1960年代前半にかけてドイツやアメリカなどで非常に活発に活動した。
- 日本でも反芸術の動きが1960年前後に活性化していた。
  - 1954年から関西に具体美術協会が現れ、1950年代後半にかけてアクション・ペインティングや野外におけるインスタレーションなど矢継ぎ早に活動を行った。ここにはネオダダ的な身近な素材の利用やハプニング、反芸術の要素が多く含まれていた。
  - また、1950年代後半ごろから、東京都美術館で行われていた無審査公募展「読売アンデパンダン展」（世界中で行なわれているアンデパンダン展の一つ）に廃物などを利用した作品が数多く出展されるようになり、1960年に評論家・東野芳明がこの展覧会に出展していた工藤哲巳の作品を評して「反芸術」の語を使用し、日本の若手美術家に反芸術ブームを起こした。
  - 1960年、荒川修作・吉村益信・篠原有司男・風倉省作（風倉匠）・赤瀬川原平ら、読売アンデパンダン展に出展していた若い作家たちがネオ・ダダイズム・オルガナイザーズという組織を結成。その後「ネオダダ」と名称を簡略化し、3度の展覧会を実施したが、荒川修作の除名問題や吉村益信の結婚による活動場所の問題を経るなどわずか1年たらずで解体する。しかし、その間に社会風俗現象として週刊誌などマスコミを大いに賑わせ、一部美術評論家に注目されるアナーキーな作品や構想を数多く残し、スキャンダリズムを旨とする日本の前衛美術のひとつの傾向を示す典型となった。
  - その後、メンバーの大半が渡米したが、赤瀬川原平は1963年に高松次郎・中西夏之と「ハイレッド・センター」を結成して反芸術的なパフォーマンスを開催し、篠原有司男らは新たなアメリカの動向であったポップ・アートにいち早い反応を見せた。

## ネオダダの影響
ネオダダや反芸術の運動は、現在に至るまで多くのパフォーマンスアートや芸術表現に影響を与えている。また、アメリカではすぐ後に来るポップアートに手法的・理論的な影響を与えた。

## 作家
- ロバート・ラウシェンバーグ
- ジャスパー・ジョーンズ